# 130
El año 130 (CXXX) fue un año común comenzado en sábado del calendario juliano, en vigor en aquella fecha.
En el Imperio romano el año fue nombrado el del consulado de Catulino y Apro, o menos frecuentemente, como el 883 ab urbe condita, siendo su denominación como 130 a principios de la Edad Media, al establecerse el Anno Domini.

## Acontecimientos
- La doctrina fija en este año la redacción o codificación del Edicto pretorio por el jurista Salvio Juliano a instancia del emperador Adriano.

## Nacimientos
- Vologases V, rey de Partia y Armenia.
- Lucio Vero, coemperador romano junto con Marco Aurelio.
- Avidio Casio, militar romano.
- Faustina la Menor, hija del emperador romano Antonino Pío y esposa del emperador Marco Aurelio.

## Fallecimientos
- Keiko, emperador de Japón.
- Marino de Tiro, geógrafo y cartógrafo griego.
- Juvencio Celso, jurista y político romano.
- Antínoo, favorito y amante del emperador romano Adriano.